# Microtettigonia tachys
Microtettigonia tachys – gatunek prostoskrzydłego z rodziny pasikonikowatych i podrodziny Microtettigoniinae.

## Taksonomia
Gatunek ten opisany został w 1979 roku przez Davida C. Rentza.

## Opis
Ciało samca długości 4,6 do 5,7 mm, a samicy 4,6 do 5,4 mm. Przedplecze krótkie o tylnej krawędzi tępej. Narząd strydulacyjny z 13 ząbkami. Wyrostki dziewiątego tergitu samców niestykające się, rozbieżne, z wyraźnym wyrostkami brzusznymi. Pokładełko samic o bokach wierzchołka piłkowanych, krótsze niż uda odnóży tylnych. Przydatki odwłokowe samca krótkie, tęgie, z zębem u wierzchołka. Płytka nadanalna samicy języczkowata. Płytka subgenitalna samca z płytkim wcięciem środkowym, a samicy wydłużona z wierzchołkiem prawie ostrym.

## Rozprzestrzenienie
Gatunek endemiczny dla Australii, znany wyłącznie z południowych, nadbrzeżnych rejonów Australii Zachodniej.